# Anaxilas d'Athènes
Pour les articles homonymes, voir Anaxilas.
Anaxilas (en grec ancien Ἀναξίλας) est un poète comique grec, qui exerçait à Athènes dans la première moitié du IVe siècle av. J.-C.

## Notice biographique
Son nom indique une origine dorienne, mais aucun élément biographique ne nous a été conservé. Il est contemporain de Platon dont il se moque à plusieurs reprises (dans les pièces Botrylion, Circé, et Les Femmes riches), comme de nombreux autres comiques (Alexis de Thourioi, Cratinos le Jeune, Anaxandridès ou Théopompe d'Athènes se sont également livrés à l'exercice).

## Œuvre
De son œuvre vraisemblablement imposante ne subsiste qu'une quarantaine de fragments pouvant atteindre pour certains une trentaine de vers, qui font de lui un des meilleurs représentants de la Comédie Moyenne. Ont été ainsi conservés les titres d'une vingtaine de pièces, regroupant tantôt des parodies mythologiques prétextes à des satires sociales : 
- Glaucos[3],
- Io[4],
- Calypso[5],
- Circé[6],
- Nérée[7],
- Hyacinthe pornobosque[8],
- Les Charites[9],
- Les Saisons[10],

et tantôt des comédies de caractère tournant souvent autour d'un archétype social : 
- Le Paysan[11],
- L'Aulète[12], ou Le Joueur de flûte,
- Le Fabricant de lyre[13],
- Les Cuisiniers[14],
- Le Solitaire[15],
- Les Éleveurs d'oiseaux[16],
- Les Riches[17],
- L'Orfèvre[18],
- L'Échange[19],
- Botrylion[20],
- Le Concours de beauté masculine[21],
- Néottis[22], du nom d'une hétaïre (prostituée) athénienne.

Les fragments ont été rassemblés en dernier lieu par Kassel et Austin (1991), éclipsant les éditions antérieures de Kock (1884) et Augustus Meineke (1840). Une traduction anglaise de ses fragments a été éditée par Edmonds (1959), à partir du texte édité par Kock.

## Editions
- Kassel R., Austin C., Poetae Comici Graeci, T2, De Gruyter, 1991, p.279 sq.
- Edmonds, The Fragments of Attic Comedy, T2, Brill, 1959, p.332 sq.
- Kock T., Comicorum Atticorum fragmenta, T2, Teubner, 1884, p.264-275
- Meineke A., Fragmenta comicorum Graecorum, T3, Berlin, 1840, p.341-355

## Sources
Kaibel, art. Anaxilas, Realencyclopädie der classischen Altertumswissenschaft I, Stuttgart, 1894, col. 2084.